# Annie (2014)
Annie is een Amerikaanse muzikale film uit 2014 onder regie van Will Gluck. De film is een hedendaagse adaptatie van de gelijknamige musical die op zijn beurt gebaseerd is op de strip Little Orphan Annie van Harold Gray uit 1924. Anders dan in het origineel, waar Annie blank en roodharig is, heeft ze in de film een donkere huidskleur.
De film ging in wereldpremière op 8 december in het Ziegfeld Theatre in New York.

## Verhaal
Harlem, begin jaren 2000. Annie werd als baby achtergelaten en leeft nu samen met vier andere pleegkinderen  bij de verbitterde en alcoholverslaafde pleegmoeder Colleen Hannigan. Eens in de week wacht ze een avond buiten het restaurant waar ze is achtergelaten, in de hoop dat haar ouders terugkomen. 
Haar leven verandert wanneer ze in huis genomen wordt door de rijke New Yorkse burgemeesterskandidaat Will Stacks. Hij doet dit in kader van zijn verkiezingscampagne op aanraden van zijn medewerkster Grace en zijn campagneleider Guy. Deze laatste smeedt een plan om zijn kandidaat verkozen te krijgen en zo heel veel geld te verdienen. Zonder dat Stacks het weet besluit Guy een echtpaar te zoeken dat bereid is te doen alsof ze de ouders zijn van Annie. Hij schakelt daarbij Hannigan in, maar die gaat open audities houden, wat niet de bedoeling is. Vervolgens vindt Guy zelf een echtpaar, en zo worden het publiek, Annie en Stacks misleid, en wordt Annie meegegeven met de nepouders. Hannigan krijgt berouw, en brengt samen met de andere pleegkinderen Stacks op de hoogte van het bedrog.
Stacks is van Annie gaan houden en wilde haar al adopteren, en wil dat nu alsnog. Annie is eerst boos op Stacks omdat ze denkt dat hij van het bedrog wist, maar wordt overtuigd dat dat niet zo was, en is blij met de adoptie. Stacks ziet af van zijn burgemeesterskandidatuur.

## Rolverdeling
| Acteur                   | Personage        |
| ------------------------ | ---------------- |
| Quvenzhané Wallis        | Annie Bennett    |
| Jamie Foxx               | William Stacks   |
| Rose Byrne               | Grace Farrell    |
| Bobby Cannavale          | Guy              |
| Cameron Diaz             | Colleen Hannigan |
| Adewale Akinnuoye-Agbaje | Nash             |
| Tracie Thoms             | Annie’s 'Mom'    |
| Dorian Missick           | Annie’s 'Dad'    |
| David Zayas              | Lou              |
| Zoe Colletti             | Tessie Marcus    |

## Soundtrack
Volgende nummers worden gezongen in de film:
1. "Overture" - Cast
2. "Maybe" - Annie, Tessie, Mia, Isabella & Pepper
3. "It's the Hard Knock Life" - Annie, Tessie, Mia, Isabella & Pepper
4. "Tomorrow" - Annie
5. "I Think I'm Gonna Like It Here" - Annie & Grace
6. "Little Girls" - Miss Hannigan
7. "The City's Yours" - Will & Annie
8. "Opportunity" - Annie
9. "Easy Street" - Guy & Miss Hannigan
10. "Who Am I?" - Miss Hannigan, Will & Annie
11. "I Don't Need Anything But You" - Will, Annie & Grace
12. "Tomorrow/I Don't Need Anything But You" (Finale) – Cast

## Prijzen en nominaties
| jaar               | prijs                                          | categorie                                            | genomineerde(n) | uitslag |
| ------------------ | ---------------------------------------------- | ---------------------------------------------------- | --------------- | ------- |
| 2015               |                                                |                                                      |                 |         |
| Golden Globe Award | Beste actrice in een komische of muzikale film | Quvenzhané Wallis                                    | Genomineerd     |         |
| Golden Globe Award | Beste filmsong                                 | "Opportunity" (Greg Kurstin, Sia Furler, Will Gluck) | Genomineerd     |         |